# Modelo de medias móviles
En análisis de serie del tiempo, el modelo de medias móviles (MA) es una aproximación común para series de tiempo univariadas. El modelo de medias móviles especifica que la variable de salida depende linealmente del valor actual y varios de los anteriores de un término estocástico.
Junto con el modelo autorregresivo (AR), es un caso especial y componente clave de los modelos de serie de tiempo más generales ARMA y ARIMA, los cuales tienen una estructura estocástica más compleja.
Al modelo de medias móviles no se le ha de confundir con la media móvil, un concepto distinto, a pesar de sus semejanzas.
Contrariamente a los modelos autorregresivos, el MA es siempre estacionario.

## Interpretación
El modelo de medias móviles es esencialmente un filtro de respuesta de impulso finito aplicado a ruido blanco, al que se ha añadido una interpretación adicional. 
El papel de la función de los shocks aleatorios en el modelo MA difiere de su función en el autorregresivo (AR) de dos maneras:
1. Están propagados a valores futuros de la serie de tiempo directamente: por ejemplo, εt-1 aparece directamente en el lado correcto de la ecuación para Xt-1.
2. En el modelo MA, un shock afecta valores X solamente para el período actual y q períodos futuros; en contraste, en el modelo AR, un shock afecta valores futuros infinitamente lejanos, porque {\displaystyle {\varepsilon _{t}}} afecta a Xt, el cual afecta a Xt+1, Xt+2, y así sucesivamente.

## Ajuste del modelo
El ajuste del MA es más complicado que con el modelo autorregresivo (AR) porque los plazos de retardo de error no son observables. Esto significa que se necesitan procedimientos de ajustes iterativos no lineales, en vez del método de mínimos cuadrados.